# Johanna Mikl-Leitner
Johanna Mikl-Leitner (Hollabrunn, 1964. február 9. –) osztrák politikus,  Alsó-Ausztria kormányzója (Landeshauptfrau).

## Életpályája
1999 és 2003 között a Nemzeti Tanácsa (Nationalrat) képviselője volt.
2003 és 2011 Az  Alsó-Ausztria tartományi kormánya tagja volt.